# Iván Laszczik
Dans le nom hongrois Laszczik Iván, le nom de famille précède le prénom, mais cet article utilise l’ordre habituel en français Iván Laszczik, où le prénom précède le nom.
Iván Laszczik est un joueur hongrois de volley-ball né le 3 mars 1982 à Kaposvár (Somogy). Il mesure 1,87 m et joue passeur.

## Clubs
| Club             | Pays    | De        | À         |
| ---------------- | ------- | --------- | --------- |
| Kométa Kaposvár  | Hongrie | 1999-2000 | 2007-2008 |
| Rennes Volley 35 | France  | 2008-2009 | 2008-2009 |
| Fino Kaposvár    | Hongrie |           |           |

## Palmarès
- Championnat de Hongrie (4)
  - Vainqueur :  1999, 2000, 2001, 2005
  - Finaliste :  2003, 2004, 2006
- Coupe de Hongrie (5)
  - Vainqueur :  1999, 2000, 2002, 2003, 2006
  - Finaliste :  2001, 2004, 2005